# Hippotherium
Hippotherium primigenius
Genre
Espèce
Hippotherium est un genre éteint d'équidés qui a été découvert en Europe, en Afrique et au Moyen-Orient. Il a vécu au cours du Miocène et au début du Pliocène, il y a approximativement entre 13,6 et 3,3 Ma.
Une seule espèce est connue Hippotherium primigenius.

## Description

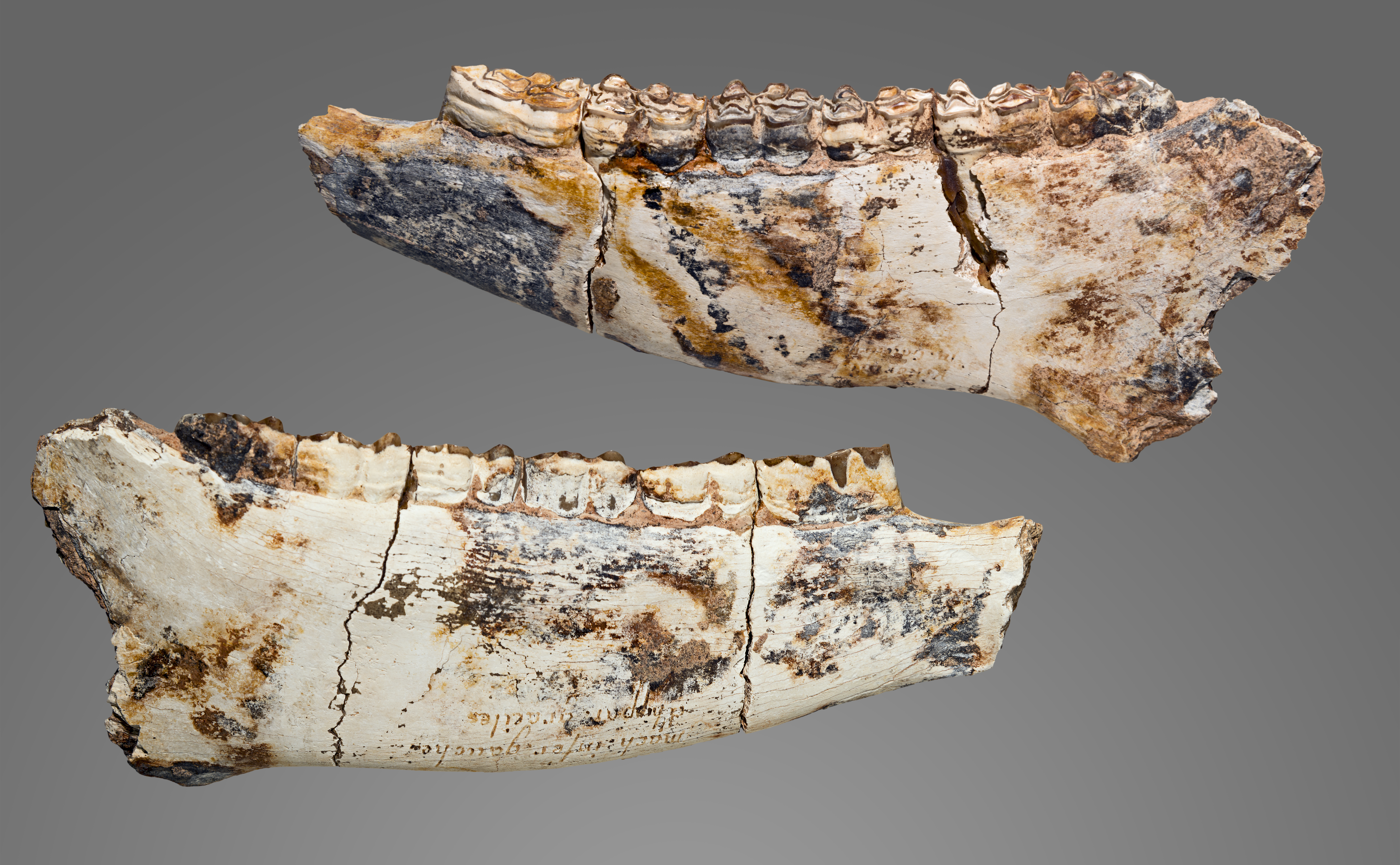
« Hippotherium gracile » Mandibule - Fouilles de Pikermi en 1854 MHNT, Collection Albert Gaudry.

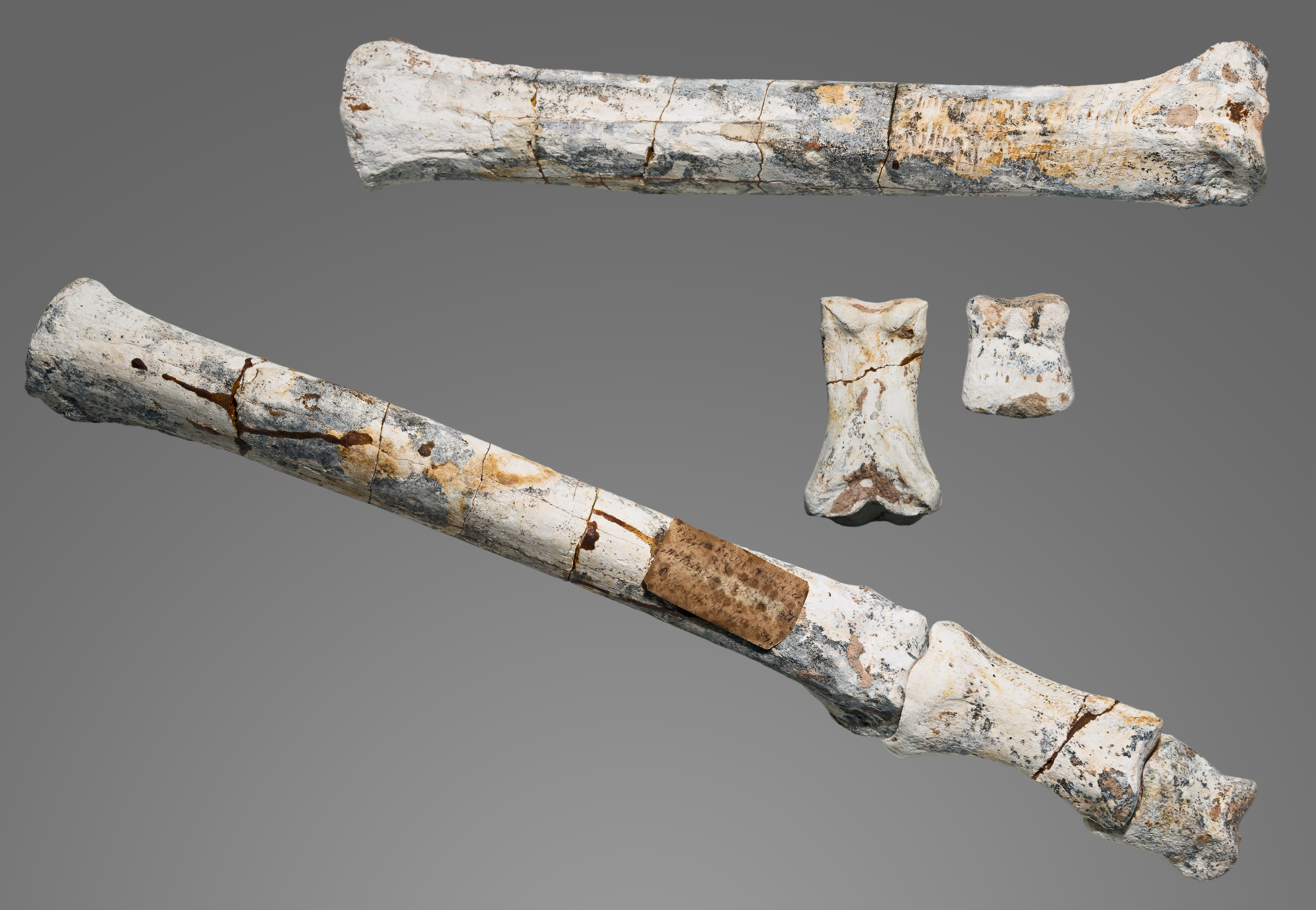
« Hippotherium gracile » Métapode - Fouilles de Pikermi en 1854 MHNT, Collection Albert Gaudry.

## Distribution
En France, Hippotherium a été découvert dans les faluns de Touraine dans la région de Doué-la-Fontaine située dans le département de Maine-et-Loire.